# Nannocoryne
Nannocoryne is een geslacht van neteldieren uit de  familie van de Corynidae.

## Soort
- Nannocoryne mammylia Bouillon & Grohmann, 1995